# توماس فورستر (سياسي)
توماس فورستر هو سياسي كندي، ولد في 1790، وتوفي في 15 نوفمبر 1841.